# Heloros (Mythologie)

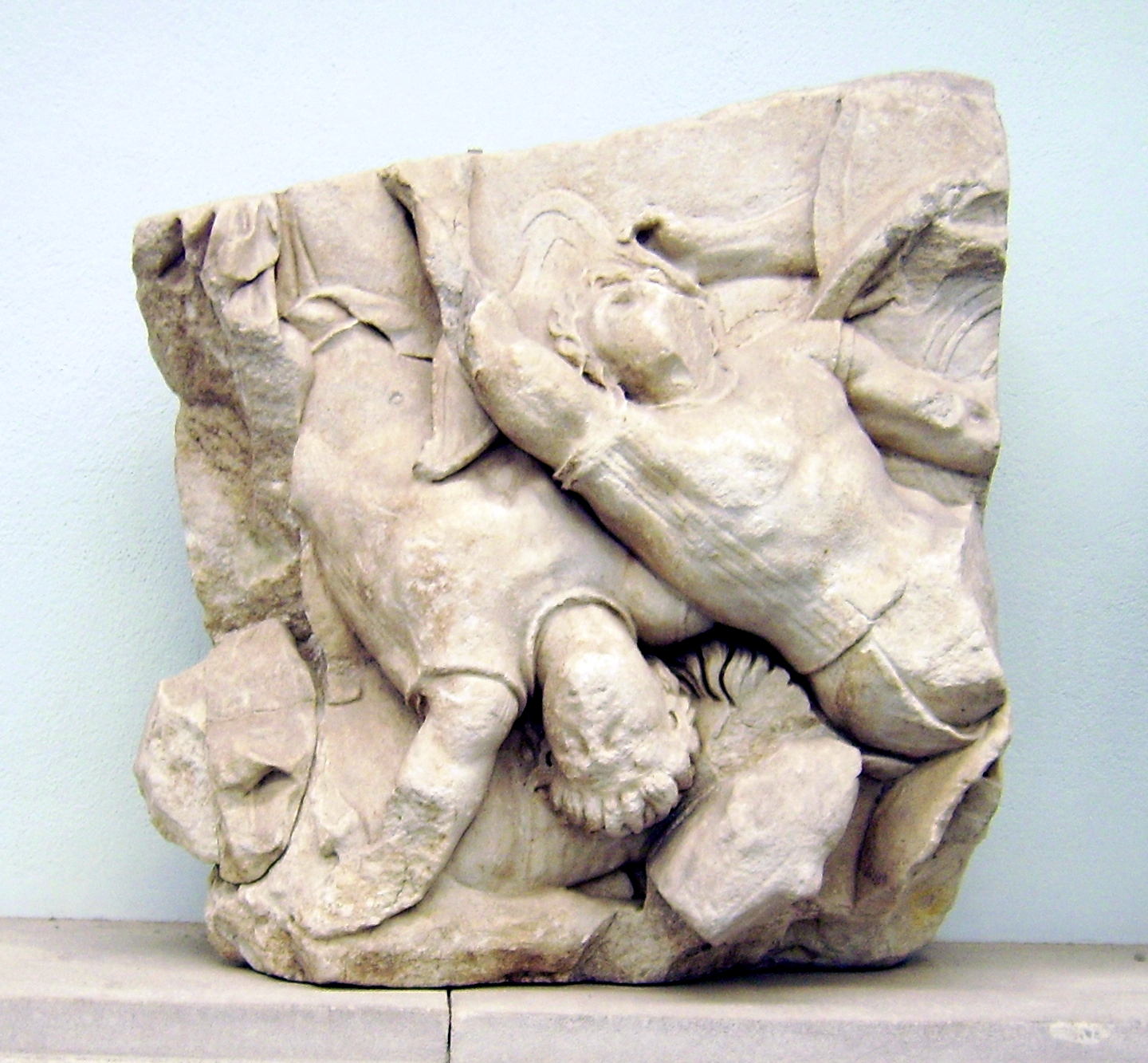
Aias tötet Heloros und Aktaios, Telephosfries

Heloros (altgriechisch Ἕλωρος Hélōros) ist eine Person der griechischen Mythologie.
Im Heroikos des Flavius Philostratos (2.–3. Jahrhundert), in dem von einer Begegnung mit Geistern von Heroen des Trojanischen Krieges erzählt wird, ist Heloros ein Sohn des Flussgottes Istros und der Bruder von Aktaios. Aktaios ist Führer der Skythen und ein Verbündeter des Arkadiers Telephos, der wiederum mit den Trojanern verbündet ist. Im Rahmen des Trojanischen Krieges kommt es zum Kampf mit den Griechen am Kaïkos. Die Brüder Heloros und Aktaios stehen dabei erst den Atriden und Aias dem Lokrer gegenüber, bis Aias der Telamonier herbeieilt, ihre Pferde erschreckt und sie beide tötet, als sie vom Wagen springen.
Bei Johannes Tzetzes (12. Jahrhundert) ist Heloros ein Mysier. Abweichend von Philostratos hat er hier den Sohn Melanippos, der im Kampf von Neoptolemos getötet wird.
Eine bildliche Darstellung des Heloros findet sich auf dem Telephosfries des im 2. Jahrhundert v. Chr. errichteten Pergamonaltars, auf dem gezeigt wird, wie er gemeinsam mit seinem Bruder Aktaios von Aias getötet wird.